# Sophie Dunsing
Sophie Dunsing (nach Heirat Sophie Paul; * 1. Oktober 1987 in Berlin) ist eine deutsche Ruderin vom Sportverein Energie Berlin, Abteilung Rudern in Berlin-Köpenick.
Ihre größten Erfolge sind der Gewinn der Bronzemedaille bei den Europameisterschaften 2007 im Doppelvierer, der Gewinn der Goldmedaille bei den U23-Weltmeisterschaften 2008 im Doppelzweier sowie der Gewinn der Silbermedaille bei den Europameisterschaften 2013 im Achter mit Steuerfrau. 
Dunsing qualifizierte sich 2006 erstmals für die Nationalmannschaft. Bei den U23-Weltmeisterschaften in Hazewinkel belegte sie im Einer den sechsten Platz. Auch 2007 war sie Mitglied der U23-Nationalmannschaft, im Doppelvierer erreichte sie in Strathclyde Rang vier. Später im Jahr gewann sie bei den Europameisterschaften in Poznań mit dem deutschen Doppelvierer Bronze.
Nach einem ersten Weltcup-Start im Einer, bei dem sie in München den 15. Platz belegte, gewann Dunsing 2008 zusammen mit Tina Manker im Doppelzweier bei den U23-Weltmeisterschaften in Brandenburg an der Havel. Zudem wurde sie für die in Schinias bei Athen stattfindenden Europameisterschaften nominiert und belegte im Doppelvierer den vierten Platz. 2009 startete Dunsing erneut beim Weltcup in München im Einer und kam auf Rang acht. Beim abschließenden Weltcup auf dem Rotsee in Luzern saß sie im siegreichen deutschen Doppelvierer, startete aufgrund von Umbesetzungen bei den in Posen stattfindenden Weltmeisterschaften mit Manker im Doppelzweier und erreichte den achten Platz.
2010 startete Sophie Dunsing zunächst im zweiten deutschen Doppelvierer beim Weltcup in München und erreichte den fünften Platz. Außerdem belegte sie beim Weltcup in Luzern im Einer den 11. Platz. Im weiteren Saisonverlauf wurde sie im Einer für die Europameisterschaften in Montemor-o-Velho nominiert und erreichte im B-Finale den zweiten Rang, was insgesamt dem achten Rang entspricht. Einen Höhepunkt stellte dann die Teilnahme an den Weltmeisterschaften auf dem Lake Karapiro in Neuseeland dar. Dort gewann sie das B-Finale und belegte somit den siebenten Platz.

## Internationale Erfolge
- 2006: 6. Platz U23-Weltmeisterschaften im Einer
- 2007: 4. Platz U23-Weltmeisterschaften im Doppelvierer
- 2007: 3. Platz Europameisterschaften im Doppelvierer
- 2008: 1. Platz U23-Weltmeisterschaften im Doppelzweier
- 2008: 4. Platz Europameisterschaften im Doppelvierer
- 2009: 8. Platz Weltmeisterschaften im Doppelzweier
- 2010: 8. Platz Europameisterschaften im Einer
- 2010: 7. Platz Weltmeisterschaften im Einer
- 2012: 1. Platz Studierenden-Weltmeisterschaften im Doppelzweier
- 2012: 9. Platz Europameisterschaften im Doppelzweier
- 2013: 2. Platz Europameisterschaften im Achter mit Steuerfrau
- 2013: 8. Platz Universiade im Doppelzweier
- 2014: 13. Platz Weltmeisterschaften im Zweier ohne Steuerfrau
- 2015: 4. Platz Weltmeisterschaften im Vierer ohne Steuerfrau